# Kid Pi
Eduard Freixas Palou (Sabadell, 16 de juny del 2000), conegut artísticament com el kid, és un cantant català que pertany al grup 31 FAM. El seu nom artístic, no té ni motiu ni significat, va explicar que quan havien de penjar la primera cançó a YouTube va dir el primer nom que li va passar pel cap. Eduard és el vocalista del grup.
Tot i així, l’Edi no seria la persona que és si no hagués passat una gran etapa de la seva vida a l’Esplai Can Colapi. En va formar part des de petit i va completar la seva etapa fent de monitor durant 6 anys. Podríem dir que gran part de la seva inspiració musical sorgeix a partir del trajecte viscut dins l’Esplai. Ha participat en varies peces musicals d’aquesta entitat, en temes com Som d’Esplai, Tekibu Song, Konstellation, MP4, el Tro de Ponent i El Secret de Tuhn.

## Biografia
L'Eduard (l'Edi) va néixer a Sabadell el 16 de juny del 2000, té dues germanes, una més gran i una més petita. Estudia comunicació audiovisual a la Universitat de Barcelona.
Si Freixas no es pogués dedicar a la música, treballaria en el camp audiovisual, direcció fotogràfica, o en màrqueting. De fet, fins que no va descobrir que li agradava la música ell tenia molt clar que volia fer cinema, però a mesura que s'ha anat fent gran s'ha adonat que li agrada molt la música.
És un dels integrants del grup català de trap 31FAM.

## Carrera Musical
La carrera musical de Freixas arrenca al 2017, quan amb 31FAM, treuen una primera cançó: «fashos de cent», i dies després un segon senzill «magdalenes», amb els que comencen a fer-se un lloc al panorama català emergent. Al març del 2019, van treure el seu primer àlbum TR3TZE, en que l'Edi canta en 9 de les 13 cançons. Aquell mateix estiu, fan una primera gira per Catalunya.
Més tard van firmar amb la discogràfica "delirics", i també els contracta Starley Cooper, empresa de management i representant artístic de 31 FAM, que s'encarrega de la imatge visual del grup, dels concerts i d'aconsellar-los en les seves decisions. A mesura que van creixent, també col·laboren amb BlackVision; uns creadors de contingut visual que treballen amb diversos cantants de l'escena catalana, com per exemple Flashy Ice Cream i Lil Dami.
A causa de la pandèmia, s'anul·la la seva segona gira durant la qual havien de presentar el segon àlbum: Valhalla. L’abril del 2021, llencen el seu tercer àlbum: Jetlag, presentat el 17 d'abril a la Sala BARTS de Barcelona.

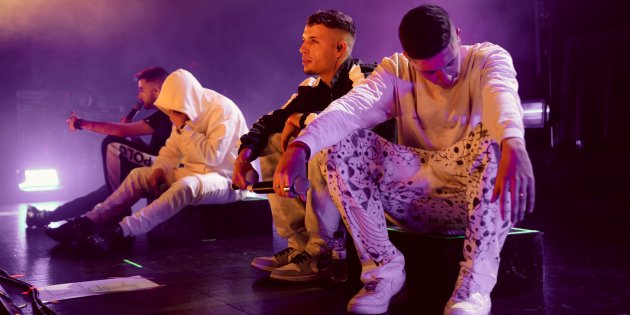
Kid Pi, Lildid, Bandam i Triple A (31 FAM) cantant a la sala Barts.

## Cançons més conegudes
Les cançons més conegudes d'aquest grup són «Ferran Adrià», que diu que és molt important per ell, no per la cançó en si, sinó pel moment, ja que diu que era en un moment de la vida que les coses anaven molt bé. La cançó «Valentina» té un disc d'or en seu honor.